# Regulación del azúcar en la sangre

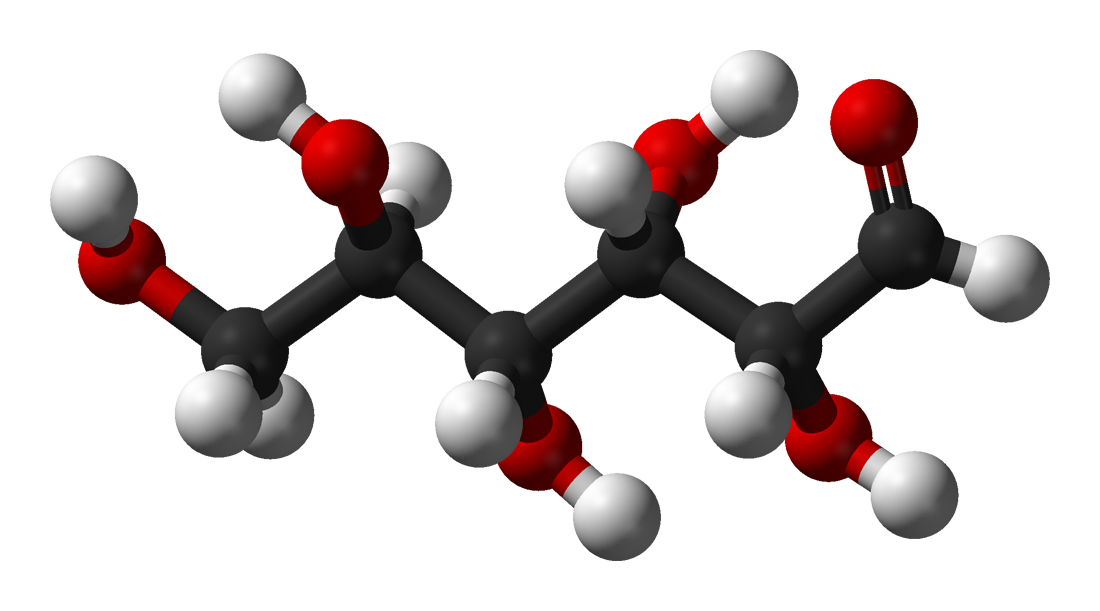
Ball-and-stick model of a glucose molecule

La regulación del azúcar en la sangre es el proceso de control de la glucosa en sangre (glucemia), que hace que el cuerpo mantenga los niveles de la misma dentro de unos márgenes estrechos. Este control estricto se denomina homeostasis de la glucosa. Entre las hormonas implicadas en el proceso, las más conocidas son la  Insulina, que reduce el nivel de glucosa en la sangre, y el Glucagón , que eleva el nivel de glucosa.

## Mecanismos

La línea plana central
representa el nivel óptimo de glucosa en sangre (homeostasis). Cuando el nivel de glucosa se eleva (picos) el páncreas secreta insulina y cuando el nivel es demasiado bajo (valles), el páncreas secreta glucagón.-->

La regulación de glucosa en la sangre, se produce mediante un mecanismo de retroalimentación negativa que regula los niveles para mantener el cuerpo en equilibrio saludable. Muchos tejidos intervienen en el control de los niveles de la glucosa en sangre, pero las células de los islotes pancreáticos están entre las más importantes y conocidas.

## Hormonas que influyen en el nivel de glucosa
Que el azúcar se mantenga constante se debe a un sistema “homeostático” que incluye varios órganos como el hígado, páncreas, glándulas suprarrenales (Zona medular) y el Hipotálamo.

### Glucagón

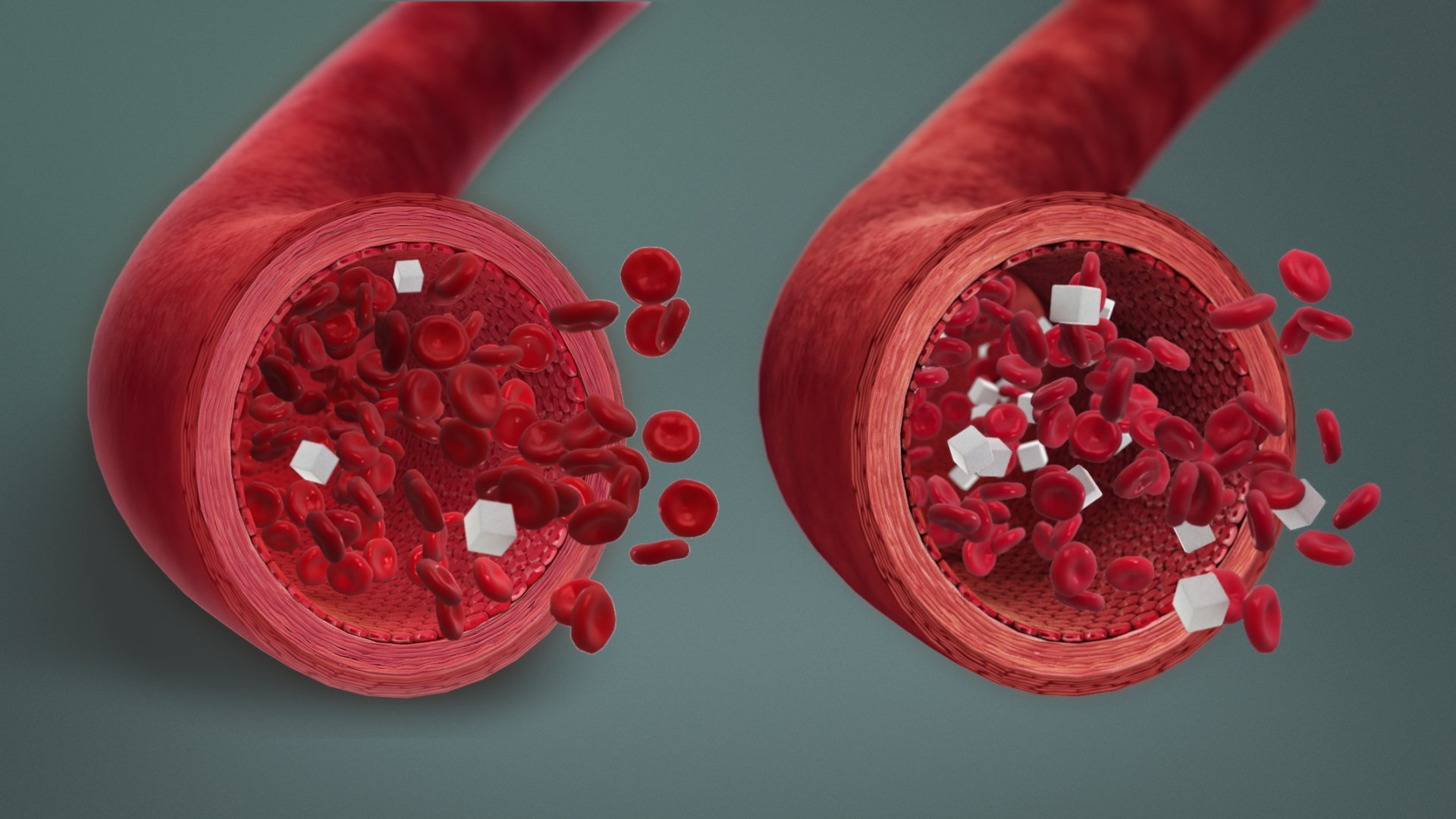
3D still showing hypoglycemia.

Si el nivel de glucosa en sangre desciende a límites peligrosos (como durante el ejercicio muy intenso o la falta prolongada de alimentos), las células alfa del páncreas producen glucagón, una hormona cuyo efecto sobre las células hepáticas contribuye a aumentar el nivel de glucosa en sangre. Transforman el glucógeno en glucosa, y este proceso se denomina glucogenólisis. La glucosa se libera en el torrente sanguíneo y aumenta el nivel de azúcar en la sangre. El tratamiento de la hipoglucemia, que es la bajada del nivel de azúcar en sangre, consiste en restablecer el nivel de glucosa en sangre mediante la ingesta o administración de alimentos que contengan dextrosa o carbohidratos. El autodiagnóstico y la automedicación por vía oral mediante la ingesta de menús equilibrados son frecuentes. En circunstancias más graves, el glucagón se administra con una inyección o infusión.

### Insulina
Cuando aumenta el nivel de glucosa en sangre, debido a la conversión del glucógeno o a la digestión de una comida, las células beta que se encuentran en los islotes de Langerhans del páncreas liberan una hormona diferente. La insulina, hace que el hígado transforme más glucosa en glucógeno (proceso denominado glucogénesis) y que facilita que aproximadamente 2/3 partes de las células del cuerpo (principalmente células musculares y adiposas) asimilen la glucosa de la sangre a través de la proteína transportadora GLUT4, reduciendo así el nivel de azúcar en sangre. Cuando la insulina se une a los receptores de superficie celular, las vesículas que contienen los transportadores GLUT4 llegan a la membrana plasmática y se fusionan mediante el proceso de endocitosis, permitiendo la difusión facilitada de la glucosa al interior de la célula. Al entrar en la célula, la glucosa es fosforilada en glucosa-6-fosfato para mantener así el gradiente de concentración, y de esta forma la glucosa seguirá entrando en la célula. La insulina también envía señales a otros sistemas del cuerpo, y es el principal regulador del control metabólico en los seres humanos. Existen otras causas que provocan un aumento del nivel de azúcar en sangre. Entre ellas están las hormonas del "estrés" como la epinefrina (también conocida como adrenalina), algunos esteroides, infecciones, traumas y, por supuesto, la ingesta de alimentos. La diabetes mellitus tipo 1 está causada por una producción insuficiente o inexistente de insulina, mientras que la diabetes tipo 2 se debe principalmente a la disminución de respuesta a la insulina de los tejidos del cuerpo (resistencia a la insulina). Si no se tratan, ambos tipos de diabetes provocan un exceso de glucosa en sangre (hiperglucemia) y muchas complicaciones similares. Demasiada insulina y/o ejercicio sin la ingesta adecuada de alimentos también puede provocar en los diabéticos un nivel bajo de azúcar en sangre (hipoglucemia).

## Proceso del organismo para regular el nivel de azúcar en la sangre

Glucosa en sangre, variación a lo largo del día con las ingestas.

Los alimentos que introducimos al cuerpo (ingestas), son transformados en Glucosa mediante el proceso de digestión y posterior absorción. Esa Glucosa es transportada a través de la Vena Portahepática al hígado y la transforma en Glucógeno. A medida que el organismo necesita azúcar para mantener constante el nivel de azúcar en la sangre, el hígado libera glucosa.

## Alimentos
Algunos hongos comestibles,como el ling-zhi, el maitake, el agaricus blazei y algunos otros, son conocidos por su capacidad para reducir los niveles de azúcar en la sangre. Algunos minerales actúan como reguladores de la glucosa: véase por ejemplo, el efecto del cromo sobre el metabolismo de la glucosa.